# Aerei del Servizio aeronautico della Marina imperiale giapponese
Di seguito, vengono elencati gli aerei del Servizio aeronautico della Marina imperiale giapponese (Dai-Nippon Teikoku Kaigun Kōkū Hombu) disciolta al termine della seconda guerra mondiale dopo la sconfitta del Giappone. 

## Caccia
in corsivo il nome in codice usato dagli statunitensi
- Gloster Sparrowhawk (1921), caccia biplano imbarcato su portaerei
- Mitsubishi 1MF (1923), caccia biplano imbarcato su portaerei ("Tipo 10")
- Nakajima A1N (1930), caccia biplano imbarcato su portaerei
- Nakajima A2N (1932), caccia biplano imbarcato su portaerei
- Nakajima A4N (1935), caccia biplano imbarcato su portaerei
- Mitsubishi A5M Claude (1935), caccia imbarcato su porta hrei
- Mitsubishi A6M Zero 零戦 "Reisen" - Zeke (1939), caccia imbarcato su portaerei ("Tipo 0"), lo "Zero"
- Nakajima J1N 月光 "Gekko" - Irving (1941), caccia notturno con base a terra
- Mitsubishi J2M 雷電 "Raiden" - Jack (1942), intercettore della Marina con base a terra
- Kawanishi N1K-J 紫電 "Shiden" (1942), derivato dell'N1K per la Marina per impiego da basi di terra
- Aichi S1A 電光 "Denko", caccia notturno della Marina
- Kawanishi P1Y2-S 極光 (1944), caccia notturno della Marina derivato dello Yokosuka P1Y
- Mitsubishi A7M 烈風 "Reppu" - Sam (1944), caccia imbarcato su portaerei
- Nakajima J5N 天電 "Tenrai" (1944), intercettore della Marina con base a terra
- Kyūshū J7W 震電 "Shinden" (1945), intercettore della Marina
- Mitsubishi J8M 秋水 "Shusui"  (1945), intercettore a razzo della Marina basato sul Messerschmitt Me 163
- Nakajima J9Y 橘花 "Kikka" (1945), caccia a reazione della Marina
- Mitsubishi Ki-202 秋水改 "Shusui-kai", intercettore a razzo per la Marina e l'Esercito
- Nakajima Ki-201 火龍 "Karyu" (1945), aereo a reazione della Marina con base a terra rimasto allo stadio di progetto

## Bombardieri
- Mitsubishi 1MT (1922), aerosilurante imbarcato su portaerei
- Mitsubishi B1M (1923), aerosilurante imbarcato su portaerei
- Mitsubishi B2M (1932), aerosilurante imbarcato su portaerei
- Mitsubishi G3M Nell (1934), bombardiere della Marina con base a terra
- Aichi D1A Susie (1934), bombardiere in picchiata imbarcato su portaerei
- Yokosuka B4Y Jean (1935) biplano aerosilurante
- Mitsubishi B5M Mabel (1936), aerosilurante imbarcato su portaerei
- Nakajima B5N Kate  (1937), aerosilurante imbarcato su portaerei
- Aichi D3A Val (1938), bombardiere in picchiata imbarcato su portaerei
- Mitsubishi G4M Betty (1939), bombardiere della Marina con base a terra
- Yokosuka D4Y 彗星 "Suisei" - Judy (1940), bombardiere in picchiata
- Nakajima B6N 天山 "Tenzan" - Jill (1941), aerosilurante
- Aichi B7A 流星 "Ryusei" - Grace (1942), aerosilurante imbarcato su portaerei
- Kyūshū Q1W 東海 "Tokai" - Lorna (1943), pattugliatore antisommergibile
- Yokosuka P1Y 銀河 "Ginga" - Frances (1943), bombardiere medio
- Nakajima G8N 連山 "Renzan" - Rita (1944), bombardiere pesante a lungo raggio
- Tachikawa Ki-74 Patsy (1944), bombardiere e ricognitore
- Yokosuka MXY7 桜花 "Ohka" - Baka (1944), bomba volante pilotata

## Ricognizione e collegamento
- Mitsubishi 2MR (1923), ricognitore imbarcato su portaerei (ricognitore imbarcato su portaerei "Tipo 10")
- Nakajima C6N 彩雲 "Saiun" - Myrt (1943), ricognitore
- Yokosuka R2Y 景雲 "Keiun"  (1945), ricognitore

## Addestratori
- Mitsubishi K3M Pine (1930), addestratore

## Trasporti
- Hitachi LXG1 collegamento
- Kawanishi H6K2/4-L, idrovolante da trasporto
- Kawanishi H6K3, idrovolante da trasporto
- Kawanishi H8K2-L "Seiku", versione da trasporto dell'H8K
- Kawanishi E11K1, idrovolante da trasporto
- Mitsubishi K3M3-L "Pine", trasporto leggero
- Mitsubishi L3Y1/2, trasporto armato
- Mitsubishi G6M1/2-L, trasporto armato
- Mitsubishi L4M1, trasporto passeggeri
- Nakajima C2N1, trasporto leggero
- Nakajima L1N1, trasporto passeggeri
- Nakajima G5N2-L "Shinzan" - Liz, trasporto
- Nihon L7P1, trasporto leggero anfibio
- Showa/Nakajima L2D2 Tabby, trasporto passeggeri e mercantile
- Yokosuka H5Y1 Cherry, idrovolante da trasporto
- Kyūshū K10W11 Oak, collegamento
- Nakajima A4N1, collegamento
- Aichi E13A1 Jake, collegamento e trasporto ufficiali

## Idrovolanti
- Maurice Farman (1913), idrovolante da bombardiere e ricognitore
- Yokosuka E1Y (1926), idrovolante da ricognizione
- Nakajima E2N (1929), idrovolante da ricognizione
- Aichi E3A (1930), idrovolante da ricognizione
- Nakajima E4N (1930), idrovolante da ricognizione
- Yokosuka E5Y (1930), idrovolante da ricognizione
- Yokosuka E6Y (1932), idrovolante basato su sommergibile
- Kawanishi E7K Alf (1933), idrovolante da ricognizione
- Nakajima E8N Dave (1934), idrovolante da ricognizione
- Kawanishi H6K Mavis (1936), idrovolante da ricognizione; in precedenza - idrovolante "Tipo 97
- Mitsubishi F1M Pete (1936), idrovolante da osservazione
- Yokosuka H5Y Cherry  (1936), idrovolante
- Aichi E11A Laura (1937), idrovolante da ricognizione
- Yokosuka E14Y Glenn (1939), idrovolante basato su sommergibile
- Aichi E13A Jake (1940)
- Aichi H9A (1940)
- Kawanishi H8K Emily  (1941), idrovolante
- Kawanishi H8K2-L 晴空 "Seiku" - Emily, idrovolante
- Kawanishi E15K 紫雲 "Shiun" - Norm (1941), idrovolante da ricognizione
- Kawanishi N1K 強風 "Kyofu" - Rex  (1942), caccia idrovolante
- Aichi E16A 瑞雲 "Zuiun" - Paul (1942), idrovolante da ricognizione
- Nakajima A6M2-N Rufe  (1942), versione idrovolante del Mitsubishi Zero
- Aichi M6A 晴嵐 "Seiran" (1943), idrovolante basato su sommergibile